# Фріулі-Венеція-Джулія
Фріулі-Венеція-Джулія (Friuli-Venezia Giulia) — гірсько-рівнинна область з особливим статусом в північній Італії на узбережжі Адріатичного моря, розподілена на провінції Трієст (TS), Гориція (GO), Порденоне (PN) й Удіне (UD), площа 7884 км², населення 1 236 559 осіб (2012).
Столиця - Трієст.
Найбільші річки: Тальяменто (172 км), Ізонцо (136 км), Лівенца (115 км).
Найвищі гори: Кольянс (2780 м), Чіма дей Преті (2703 м), Канін (2587 м).
Регіональні природні парки: Фріуланські Доломіти, Джулійські Преальпи. 
Пам'ятки історії й культури: базиліка ді Аквілея й п’яцца делла Ліберта (Удіне), замок і церква Сан Джусто (Трієст).
Типова страва - фрітоле (солодкі обсмажені кульки із тіста з родзинками й горішками).
Типові вина - Мерло, Піколі, Піно б’янко й ґріджо, Рефоско, Токай, Вердуццо.